# Eobalaenoptera harrisoni
Eobalaenoptera harrisoni ist eine ausgestorbene Art der Bartenwale (Mysticeti). Wissenschaftlich beschrieben wurde der Wal 2004 von Wissenschaftlern des Virginia Museum of Natural History anhand von Skelettteilen, die 1990 in der Calvert-Formation im Coroline County (US-Bundesstaat Virginia) gefunden wurden.

## Merkmale
Die Autoren der Erstbeschreibung wiesen in der phylogenetischen Analyse des elf Meter langen Skeletts sowohl morphologische Merkmale der Furchenwale (Balaenopteridae) als auch der Grauwale (Eschtrichtiidae) nach und unterstützten damit das Schwestergruppenverhältnis dieser beiden Taxa. Das Skelett wurde auf ein Alter etwa 14 Millionen Jahre datiert und ist das älteste bekannte Fossil des Taxons der Grau- und Furchenwale. Die Trennung dieser Gruppe von den übrigen Bartenwalen wurde aufgrund von molekularbiologischen Untersuchungen (molekulare Uhr) auf einen Zeitpunkt vor etwa 25 Millionen Jahren bestimmt.
Die Namensgebung erfolgte aufgrund der Ähnlichkeiten zwischen Eobalaenoptera und der Gattung Balaenoptera, eine der zwei rezenten Gattungen der Furchenwale, die griechische Vorsilbe „eo-“ („Morgenröte“) bezieht sich auf das frühe Erscheinen der Gattung in der Klade, zu der die Furchenwale gehören. Der Artzusatz würdigt die verdienstvolle Mitarbeit und große Unterstützung von Carter Harrison als Freiwilliger bei den Ausgrabungen am Fundort.